# John Seymour (1474-1536)
John Seymour (1474 – 21 de diciembre de 1536), descendiente de William Marshal, fue un noble inglés conocido principalmente por ser el padre de Juana Seymour, tercera esposa de Enrique VIII de Inglaterra.

## Familia
Hijo de John Seymour (c.1450-1491) y de Elizabeth Darrell, tenía como abuelos paternos a John Seymour, Alguacil de Wiltshire y a Elizabeth Croker. Sus abuelos maternos eran Sir George Darrell y Margaret Stourton, hija de John de Stourton de Stourton, y Margery Wadham.

## Matrimonio
John se casó con Margery Wentworth en Savernake Forest, Wiltshire, quien poseía una belleza celebrada en una composición de John Skelton.

### Descendencia
Tuvieron nueve hijos:
- John (? - 1510);
- Edward (c. 1500 - 1552), Primer Duque de Somerset, y Lord Protector de Inglaterra desde 1547 hasta 1549;
- Thomas (c. 1508 - 1549), Primer Barón Sudeley;
- Juana (c. 1509 - 1537), Reina de Inglaterra, tercera esposa de Enrique VIII, madre de Eduardo VI de Inglaterra;
- Elizabeth (c. 1513 - 1563), marquesa de Winchester, que se casó con Gregorio Cromwell, 1.er Barón Cromwell, hijo del ministro de Enrique VIII ejecutado;
- Henry (c. 1514 - c. 1568);
- Dorothy;
- Anthony;
- Margery;

## Muerte
Seymour falleció el 21 de diciembre de 1536 mientras su hija era Reina de Inglaterra y antes del nacimiento de su nieto, el futuro Eduardo VI de Inglaterra. Por costumbre real, su hija no asistió a sus funerales.